# Фроґн
Фроґн (норв. Frogn) — норвезька комуна у фюльке Акерсгус в східному економічному регіоні Естланн. Адміністративний центр комуни — місто Дребак. Офіційна мова комуни — букмол.

## Історія
Муніципалітет Фроґн був створений 1 січня 1838 року. Місто Дребак було об'єднано з Фроґн 1 січня 1962 року. Комуна була названа на честь старої ферми Фроґна (давньоскан. Fraun). Одна з теорій походження назви з норвезької «frauđ» — «гній». До 1889 року назва писалася «Фрон».
Герб муніципалітету був створений у 1988 році, срібна корона, у вигляді зубців муру, на синьому полі символізує Фортецю Оскарборґ.

## Клімат
У комуні Фроґн переважає вологий континентальний клімат.

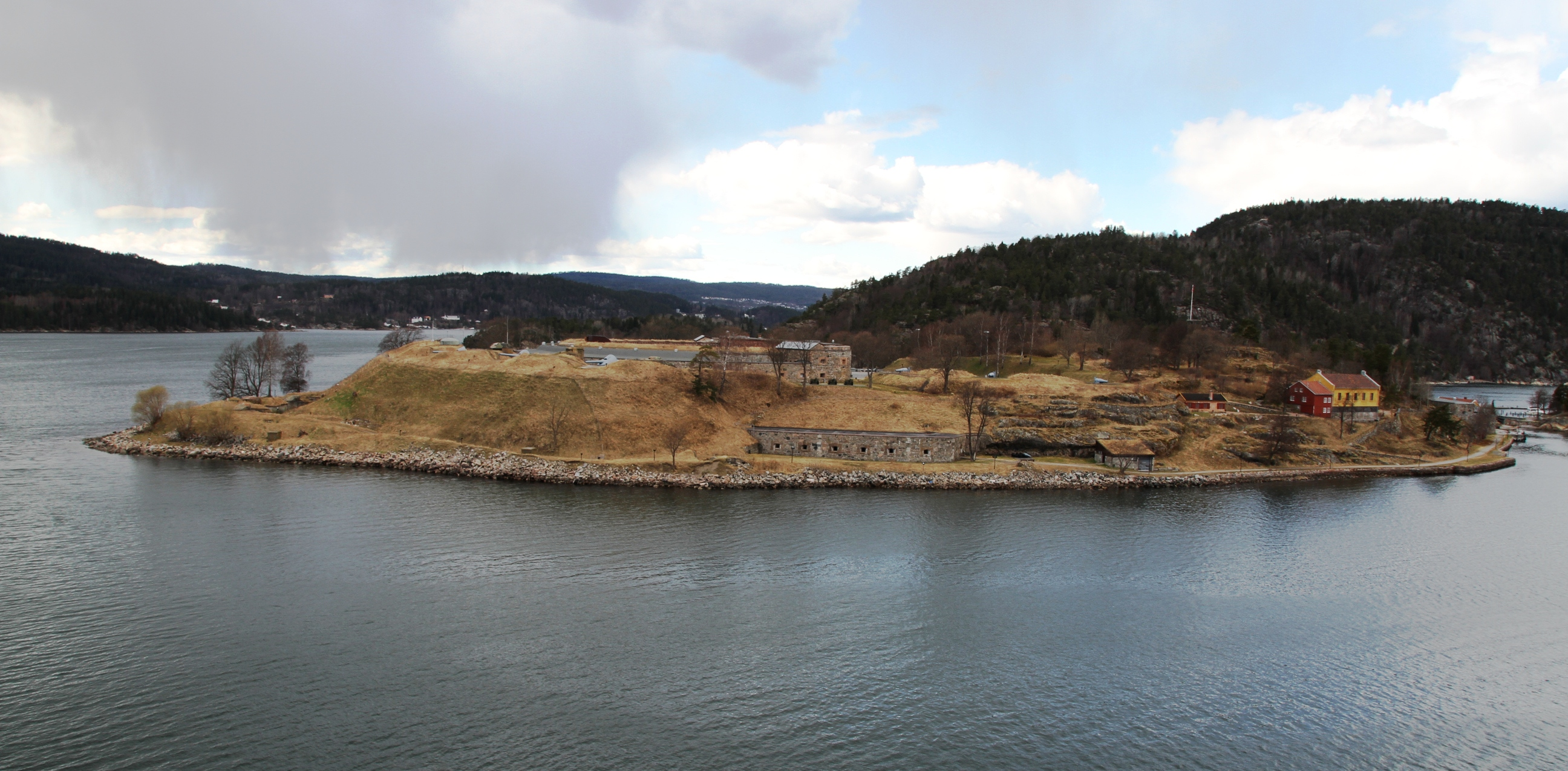
Головний форт фортеці Оскарборґ

## Населення
Населення комуни станом на 1 січня 2017 року складало 15 743 осіб.
| 2004     | 2005     | 2007     | 2013     | 2016     | 2017     |
| -------- | -------- | -------- | -------- | -------- | -------- |
| → 13 153 | ↗ 13 358 | ↗ 14 245 | ↗ 15 469 | ↗ 15 695 | ↗ 15.743 |

| №  | Країна          | Кількість |
| -- | --------------- | --------- |
| 1  | Польща          | 208       |
| 2  | Швеція          | 196       |
| 3  | Данія           | 131       |
| 4  | Литва           | 110       |
| 5  | Німеччина       | 94        |
| 6  | Індія           | 89        |
| 7  | Сомалі          | 82        |
| 8  | Велика Британія | 64        |
| 9  | Філіппіни       | 55        |
| 10 | Еритрея         | 49        |

## Міста-побратими
Міста-побратими комуни Фроґн:
- Омоль Швеція
- Лоймаа Фінляндія
- Тюрі Естонія